# 詩詞 (香港填詞人)
詩詞，本名陳詩敏，香港填詞人，畢業於香港大學。代表作《我們都是這樣長大的》、《哭牆》、《一人來一人去》等。出道不久即奪得2019年CASH金帆音樂獎「最佳歌曲大獎」、「最佳歌詞」獎。其後各填詞作品更獲得商業電台「叱咤樂壇至尊歌曲大獎」、香港電台「第四十二屆十大中文金曲獎」第一位、「全球華人至尊金曲」、新城電台「2019年度勁爆播放指數歌曲」、無綫電視「2020年度勁歌金曲頒獎典禮勁歌金曲獎」等大獎。
詩詞一直堅持寫廣東歌，曾在一個訪問中直言：「寫廣東歌歌詞，是我愛香港的方法」。 另外，她亦在Facebook開設了名為《作曲填詞(廣東歌詞)交流區》的群組，不時舉辦相關的活動及小型比賽，推動廣東歌發展。

## 填詞作品列表

### 2017年
- 可嵐（Ft. MC海） - 如果...信（與MC海合填）
- Twing Chan - 離島
- 馬浩俊 - 尖沙咀中留

### 2018年
- 譚詠麟 - 廢青（與簡嘉明合填）
- 周麗欣 - 矛盾

### 2019年
- 鄭秀文 - 我們都是這樣長大的（《#FOLLOWMi鄭秀文世界巡迴演唱會》主題曲）
- 符家浚 - 絶不棄權
- 陳星佑 - 地球儀上某位置

### 2020年
- 谷婭溦 - 哭牆（無綫電視劇集《香港愛情故事》片尾曲）
- ERROR - 緊箍咒

### 2021年
- 胡學軒 - 一人來一人去
- 胡學軒 - 快樂頌
- 姚　寶 - 長大不過是種適應
- 鄧巧兒 - 小主角（與溫瀚文合監）

### 2022年
- 羅凱鈴 Judas Law - 且行且珍惜
- 盧思穎 Lose Wing - Don't You Walk Away (Earth)
- 葉泓聲 - Yes I do
- 馬浩俊 - 哭有時笑有時
- 何晉樂 - 無證騎士（與陳詠謙合填）
- 海俊傑 - 平行時空

### 2024年
- 李泇霖 - 梅特林克的青鳥

## 獎項及提名
| 年份   | 頒獎典禮                                 | 獎項                       | 入圍者／歌曲       | 結果     |
| ------ | ---------------------------------------- | -------------------------- | ------------------ | -------- |
| 2019年 | CASH金帆音樂獎                           | CASH最佳歌曲大獎           | 我們都是這樣長大的 | 獲獎     |
| 2019年 | CASH金帆音樂獎                           | 最佳歌詞                   | 詩詞               | 獲獎     |
| 2019年 | 2019年度新城勁爆頒獎禮                   | 勁爆播放指數歌曲           | 我們都是這樣長大的 | 獲獎     |
| 2019年 | Youtube 2019 原創音樂影片榜              | 香港十大熱門本地音樂影片   | 我們都是這樣長大的 | 獲獎     |
| 2020年 | 2019年度叱咤樂壇流行榜頒獎典禮           | 叱咤樂壇我最喜愛的歌曲大獎 | 我們都是這樣長大的 | 最後七強 |
| 2020年 | 2019年度叱咤樂壇流行榜頒獎典禮           | 叱咤樂壇至尊歌曲大獎       | 我們都是這樣長大的 | 獲獎     |
| 2020年 | KKBOX 香港本地年度單曲累積榜2019         | 本地年度單曲第一位         | 我們都是這樣長大的 | 獲獎     |
| 2020年 | 第四十二屆十大中文金曲                   | 十大中文金曲               | 我們都是這樣長大的 | 獲獎     |
| 2020年 | 第四十二屆十大中文金曲                   | 全球華人至尊金曲獎         | 我們都是這樣長大的 | 獲獎     |
| 2020年 | 2019 加拿大至 HIT 中文歌曲排行榜年度總選 | 專業推崇十大粵語歌曲       | 我們都是這樣長大的 | 獲獎     |
| 2020年 | 萬千星輝頒獎典禮2020                     | 最受歡迎電視歌曲           | 哭牆               | 最後三強 |
| 2020年 | 2020年度勁歌金曲頒獎典禮                 | 勁歌金曲獎                 | 哭牆               | 獲獎     |

## 外部連結
- 詩詞的Facebook專頁
- 詩詞的Instagram帳戶